# Castellano de Extremadura

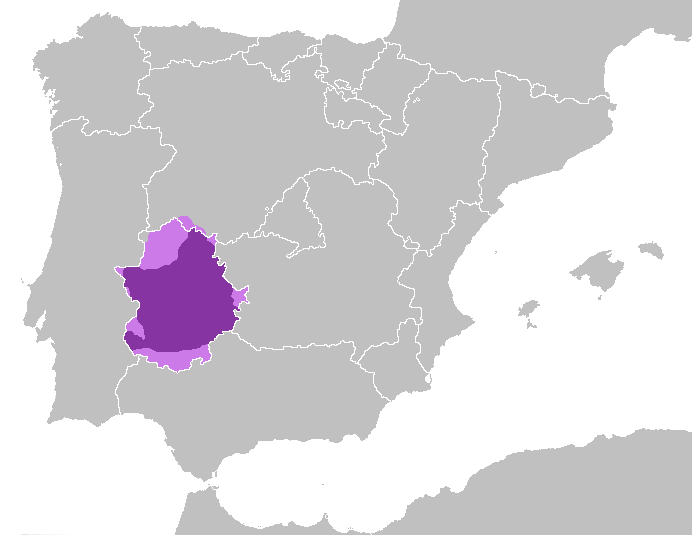
Extensión convencional del dialecto extremeño

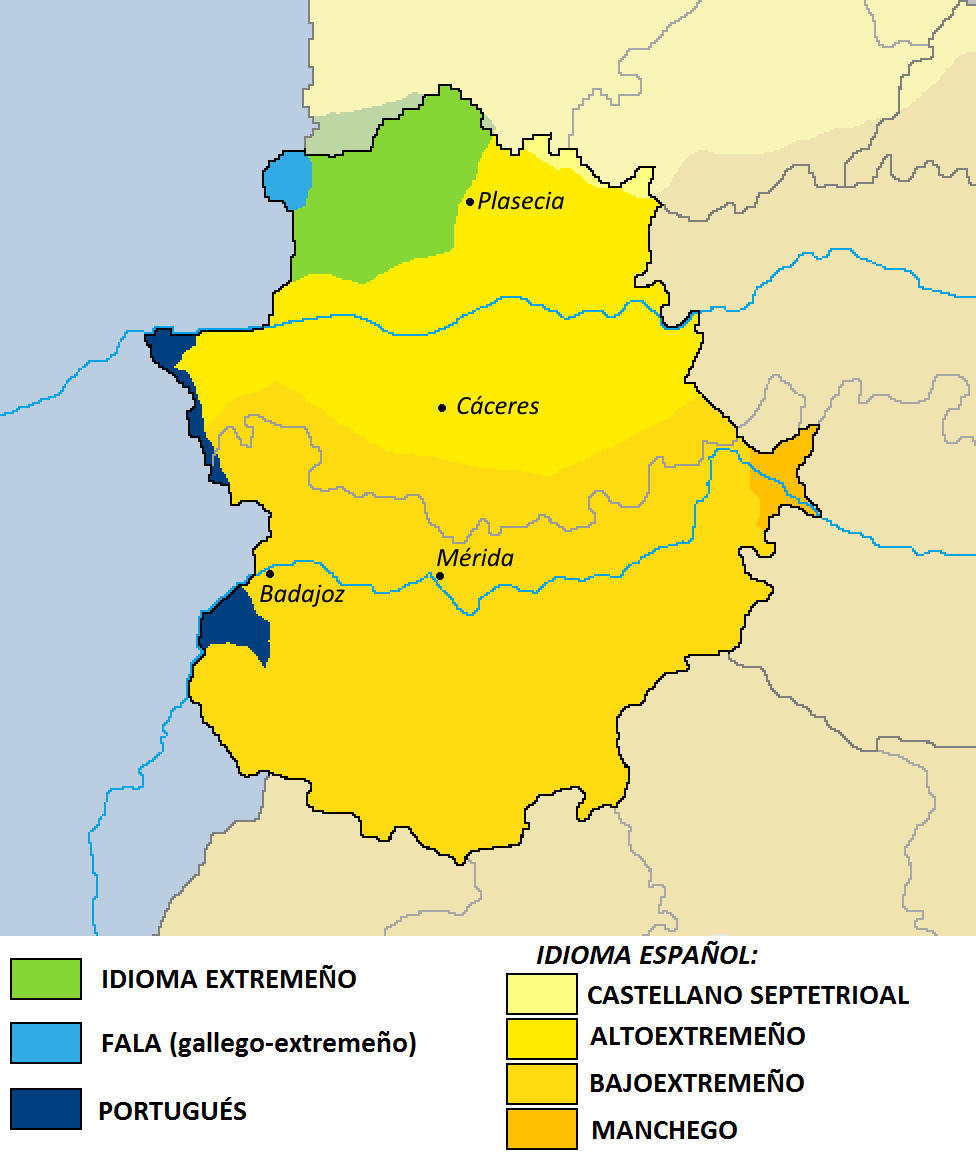
Lenguas de Extremadura

Se llama dialecto extremeño o a veces castúo al castellano hablado tradicionalmente en la comunidad autónoma española de Extremadura. Las variedades más diferenciadas de otros dialectos del castellano actualmente son consideradas por diversos autores como un idioma distinto, el extremeño o estremeñu, aunque el límite entre lo que es castellano de Extremadura y lo que es extremeño es muy subjetivo.

## Características
El castellano de Extremadura es un habla meridional de tránsito con el extremeño, se caracterizaría por compartir rasgos como 
- Algunas lexicalizaciones de conservación del grupo -mb- latino.
- Algunas expresiones de genitivo partitivo del estilo unos pocos de.
- Diminutivo en -ino (que no -inu).
- Rasgos comunes con el habla urbana andaluza occidental distinguidora (ni ceceante ni seseante), incluyendo la aspiración de -s- y -z- implosiva.
- Elisión de -d- intervocálica.
- Aspiración de efe inicial latina.
- Ciertos cambios de género en algunas palabras (la caló).
- Neutralización de -r- y -l- en posición implosiva, si existe, tiende a la -r- en unas hablas y a -l- en otras.
- La erre y la ele finales habitualmente se omiten (como en andaluz occidental o como en el habla altoextremeña de buena parte de las Hurdes: superió, comé, fatá, papé).
- El seseo solo aparece en algunas localidades cercanas a Portugal y en Fuente del Maestre,[1] igualmente por influencia de las hablas extremeñas tradicionales.
- Existen pequeños islotes de uso esporádico del artículo con el posesivo (la mi cama) también en la provincia de Badajoz, incluso en lugares del extremo sur de esta, aunque ya en franca decadencia.

Los rasgos propios del castellano de Extremadura lo ponen en relación con el idioma extremeño, que constituye su sustrato lingüístico.

### Léxico
Existe cierto léxico particular característico, que tiende a perderse en algunos casos entre las nuevas generaciones. Por ejemplo, es frecuente la distinción entre guarro, como animal, y cerdo, como comida (al igual que ocurre en inglés, con pig y pork). También la expresión una mijina (un poquito), que puede reforzarse convirtiéndose en una mijinina o una mijirrinina. Encontramos términos como barruntar en el sentido de percibir un ruido, privá por boñiga, afechar en lugar de cerrar con llave, etc.
Según un estudio realizado entre adolescentes de Cáceres y Plasencia, el 67 % de los encuestados considera que el léxico del español de Extremadura es «algo» diferente al léxico del español normativo, mientras que solo el 4 % considera que es «muy» diferente.

## Sociolingüística
En un estudio realizado en 2017 entre estudiantes de educación secundaria en Cáceres y Plasencia, el 45 % de los encuestados afirmó que el español de Extremadura es considerado menos prestigioso que el español normativo fuera de Extremadura. Un 7 % adicional afirmó que la variedad extremeña es considerada menos prestigiosa tanto fuera como dentro de la propia Extremadura.

## El nombrecastúo
Castúo es un concepto impreciso para referirse a las hablas de Extremadura.
La denominación castúo fue acuñada por el poeta extremeño Luis Chamizo Trigueros, natural de Guareña, provincia de Badajoz, cuando en 1921 publicó su libro de poemas El Miajón de los Castúos. En su obra, Chamizo define al castúo como "castizo, mantenedor de la casta de labradores que cultivaron sus propias tierras". En origen, el término se refiere pues al carácter tradicional del campesino extremeño, solo después adquirió su moderno significado lingüístico. 
Algunos autores distinguen el castúo como dialecto castellano hablado en Extremadura de la lengua asturleonesa extremeña (estremeñu), pero esta distinción es culta y no se da entre el pueblo, para el que castúo y estremeñu son normalmente sinónimos. De este modo, la palabra ha llegado a significar, a tenor de sus acepciones:
- paisano que mantiene el habla y las costumbres tradicionales
- castellano de Extremadura, con influencia asturleonesa
- lengua extremeña, estremeñu
- cualquier persona originaria de Extremadura

Con el tiempo, la denominación de castúo se ha hecho popular para denominar las hablas de Extremadura, tanto las que conforman el extremeño, como las que ya son español meridional de ligera influencia leonesa, tanto en la Alta como en la Baja Extremadura. El habla en que escribió Luis Chamizo puede considerarse como un extremeño suroriental literario escrito con ortografía castellana y de léxico muy reducido.

## Literatura en castúo
Desde las obras de José María Gabriel y Galán y Luis Chamizo, el castúo —o extremeño con distintos grados de castellanización y distintas ortografías— se ha usado por escrito configurando una creciente literatura vernácula, Cada vez son más los nuevos poetas y escritores que utilizan esta lengua como vehículo de cultura.
Entre los nuevos libros escritos en este habla destacan:
- PRIMERA ANTOLOGÍA DE POESÍA EXTREMEÑA (DE GABRIEL Y GALÁN A JUAN JOSÉ CAMISÓN), 2005, de Luis Martínez Terrón.
- MARABAJAS (poesía Extremeña) (2002) de Juan José Camisón (JUAN KAM),
- Requilorios (1984) de ext:José Mª Alcón Olivera, primera novela escrita en extremeño.

Como curiosidad destacable, se puede reseñar que en 2019 se tradujo uno de los cómics de Tintín al castúo.